# داربارود
داربارود هي قرية في مقاطعة أرومية، إيران. يقدر عدد سكانها بـ 501 نسمة بحسب إحصاء 2016.